# Степанов Максим Володимирович
Максим Володимирович Степанов (нар. 18 серпня 1975, Сковородіно, Амурська область) — український держпосадовець, колишній міністр охорони здоров'я України з 30.03.2020 до 18.05.2021 року, голова Одеської ОДА (2017—2019).

## Життєпис

### Освіта
- 1993—1998 — Донецький медуніверситет ім. Горького.
- 1999—2004 — Київський економічний університет за спеціальністю «Міжнародна економіка», володіє англійською.

### Трудова діяльність
1999—2001 — заступник гендиректора ДК «Торговий дім "Газ України"» НАК «Нафтогаз України».
2001—2003 — заступник гендиректора ЗАТ «Промислово-фінансова компанія "Віче"».
2003—2004 — працював у податковій адміністрації України.
2004—2008 — голова ради директорів ТОВ «Республіканський правовий союз».
2008—2010 — перший заступник голови Одеської обласної адміністрації Миколи Сердюка. Коли до влади прийшов Віктор Янукович, Степанов був звільнений разом з Сердюком.
Після цього був директором українського державного центру транспортного сервісу «Ліски».
2011—2016 — очолював ДП «Поліграфкомбінат "Україна"», який виготовляє бланки офіційних документів (паспорти, трудові та медичні книжки, посвідчення, документи про освіту, ліцензії, страхові поліси, товарно-транспортні накладні, лікарняні листи та інше).
З 12 січня 2017 по 10 квітня 2019 року — Голова Одеської ОДА. 6 квітня 2019 року відсторонений від посади голови Одеської ОДА (цей указ було скасовано 10 квітня 2019). 10 квітня 2019 року звільнений з посади голови Одеської ОДА.
З 30 березня 2020 року — Міністр охорони здоров'я України в Кабінеті міністрів Дениса Шмигаля, ставши четвертим міністром на цій посаді за 7 місяців.
18 травня 2021 року — Верховна Рада України звільнила Степанова з посади Міністра охорони здоров'я України. Прем'єр-міністр Денис Шмигаль назвав причиною звільнення повільні темпи вакцинації від COVID і постійні перенесення поставок вакцин. Підтримали рішення 292 депутатів.

## Політика
Очолив список партії «Слуга народу» на виборах до Одеської обласної ради.

## Розслідування

### Справа міжнародних «поліграфістів»
21 липня 2023 року, згідно повідомлення НАБУ, масштабну схему заволодіння коштами держпідприємства «Поліграфкомбінат "Україна"» на суму понад 450 млн грн викрили НАБУ і САП. Це стало результатом співпраці у межах міжнародної слідчої групи зі слідчих України, Естонії та Франції під егідою Євроюсту. Того ж дня, про підозру повідомлено п'яти особам: колишньому директору та ексначальнику відділу ДП «Поліграфкомбінат "Україна"», фізичній особі-пособнику злочину. Також до Естонії скеровано документи для повідомлення про підозру двом громадянам цієї країни (директору та менеджеру підконтрольної компанії) з кваліфікацією за ч. 5 ст. 191 КК України. Ексдиректору додатково інкримінують легалізацію коштів отриманих злочинним шляхом (ч. 3 ст. 209 КК України). Згідно повідомлення агенції УНІАН та низки вітчизняних ЗМІ, серед підозрюваних осіб — колишній директор ДП «Поліграфкомбінат "Україна"» Максим Степанов. 13 вересня 2023 року Вищий антикорупційний суд України заочно заарештував Степанова.
23 травня 2025 року НАБУ і САП повідомили колишньому директору ДП «Поліграфкомбінат "Україна"» Степанову про підозру в одержанні неправомірної вигоди у вигляді авторських прав на дизайн захисних елементів закордонних паспортів та ID-карток, а також у легалізації доходів, отриманих від їх використання. Кваліфікація: ч. 4 ст. 368, ч. 3 ст. 209 КК України.

## Родина
Батько — Степанов Володимир Володимирович (09.05.1950 — 19.03.2025).

## Нагороди
2015 — «Людина року-2015», номінація «Менеджер року».

## Цікаві факти
За твердженнями самого Степанова, він багато років товаришує з Ігорем Палицею, колишнім очільником Одеської ОДА і бізнес-партнером олігарха Ігоря Коломойського.